# ديك هارلو
ديك هارلو (بالإنجليزية: Dick Harlow)‏ هو لاعب كرة قدم أمريكية أمريكي، ولد في 19 أكتوبر 1889 في فيلادلفيا في الولايات المتحدة، وتوفي في 19 فبراير 1962.